# Leon (Familienname)
Leon, Léon oder León ist der Familienname folgender Personen:

## Namensträger

### A
- Abraham Léon (1918–1944), jüdischer Kommunist
- Adriana Leon (* 1992), kanadische Fußballspielerin
- Alberto León (1973–2011), spanischer Radsportler
- Alejandro Adolfo Wiesse León (* 1972), peruanischer Ordensgeistlicher, Apostolischer Vikar von Requena
- Alfons Leon (1881–1951), österreichischer Bauingenieur und Werkstoffkundler
- Alfred Leon (1948–2022), britischer Schauspieler, siehe Leon Vitali
- Ana Lucia de Leon (* 1991), guatemaltekische Badmintonspielerin
- Andrea de León (* 1997), mexikanische Handballspielerin
- Ángel León (1907–1979), spanischer Sportschütze
- Ángel Antonio León († 1996), mexikanischer Fußballtorwart
- Antonio León (Fußballspieler), Fußballspieler
- Antonio León Amador (1909–1985), spanischer Fußballspieler, siehe Leoncito
- Antonio de León y Gama (1735–1802), mexikanischer Naturforscher und Historiker
- Antonio León Ortega (1907–1991), spanischer Bildhauer
- Argeliers León (1918–1991), kubanischer Musikwissenschaftler und -pädagoge, Folklorist und Komponist
- Arthur Saint-Léon (1821–1870), französischer Geiger, Tänzer, Choreograph und Tanztheoretiker
- Arturo de León, uruguayischer Fußballspieler
- Awir Leon (* 1987), französischer Musiker und Tänzer

### B
- Béla Can Leon (* 1998), deutsch-türkischer Schauspieler
- Brandon de León (* 1993), guatemaltekischer Fußballspieler
- Braulio Rafael León Villegas (1943–2024), mexikanischer Geistlicher, Bischof von Ciudad Guzmán

### C
- Carlos De León (1959–2020), puerto-ricanischer Boxer
- Carlos Leon (* 1966), kubanischer Schauspieler
- Carlos Enrique Díaz de León (1915–2014), guatemaltekischer Politiker
- Cayo Marqués de San Carlos Quiñones de León (1819–1898), spanischer Diplomat
- Cristóbal León (* 1980), chilenischer Künstler und Filmemacher
- Christoph Leon (1939–2017), österreichischer Klassischer Archäologe und Antikenhändler
- Clyde Leon (* 1983), Fußballspieler für Trinidad & Tobago
- Constantino León (* 1974), peruanischer Langstreckenläufer

### D
- Daniel De Leon (1852–1914), US-amerikanischer Sozialist
- David Leon (* 1980), britischer Schauspieler und Regisseur
- Desilú León, peruanische Rechtsanwältin und Politikerin
- Diego León (* 1984), spanischer Fußballspieler
- Diego García de León (* 1990), mexikanischer Taekwondoin
- Diómedes Antonio Espinal de León (* 1949), dominikanischer Geistlicher, Bischof von Mao-Monte Cristi
- Dolly de Leon, philippinische Schauspielerin
- Dominik de Leon (* 1976), deutscher Musikproduzent und DJ
- Don Miguel de Gijón y León (1717–1794), hispanoamerikanischer Geschäftsmann, Adeliger, und Vertrauter von Pablo de Olavide
- Donna Leon (* 1942), US-amerikanische Schriftstellerin
- Donovan Léon (* 1992), französisch-guyanischer Fußballspieler

### E
- Emigdio Marmolejo León (1878–1939), mexikanischer Landwirt, Aktivist und Funktionär
- Étienne Martin Saint-Léon (1860–1934), französischer Historiker, Wirtschaftswissenschaftler und wissenschaftlicher Bibliothekar
- Eugenia León (* 1956), mexikanische Sängerin und Schauspielerin
- Ezequiel de León Domínguez (1926–2008), spanischer Bildhauer und Restaurator

### F
- Félix Daríon León (* 1961), paraguayischer Fußballspieler
- Fernando León (* 1966), spanischer Segler
- Fernando León de Aranoa (* 1968), spanischer Filmregisseur und Drehbuchautor
- Francisco de León (Basketballspieler) (* 1961), puerto-ricanischer Basketballspieler
- Francisco León (Radsportler, 1976) (* 1973), spanischer Radrennfahrer
- Francisco de León (Radsportler, II), salvadorianischer Radrennfahrer
- Francisco León de la Barra (1863–1939), mexikanischer Politiker und Diplomat, Präsident 1911
- Francisco León Barrios (* 1974), spanischer Schauspieler
- Francisco León Fandós (1926–2012), spanischer Fußballspieler
- Francisco Asís de Icaza y León (1903–1985), mexikanischer Diplomat
- Francisco Díaz de León (1897–1975), mexikanischer Grafiker
- Francisco Giovanni León (* 1992), mexikanischer Fußballspieler
- Francisco Javier León Franco (1832–1880), ecuadorianischer Politiker, Präsident 1875
- Francisco Javier León de la Riva (* 1945), spanischer Politiker
- Francisco Mendoza de Leon (* 1947), philippinischer Geistlicher, Bischof von Antipolo
- Franco Leon (* 1962), deutscher Sänger
- Freddy León (* 1970), kolumbianischer Fußballspieler
- Friedrich Vinzenz Leon (1836–1898), österreichischer Buchdrucker und Verlagsbuchhändler

### G
- Gabriel de León (* 1993), uruguayischer Fußballspieler
- Gabriela Leon (* 1999), US-amerikanische Leichtathletin
- Genaro Léon (* 1960), mexikanischer Boxer
- Gerardo García León (Gerardo; * 1974), spanischer Fußballspieler
- Giulia Tamayo León († 2014), peruanische Menschenrechtsaktivistin und Anwältin
- Glenda León (* 1976), kubanische Künstlerin
- Gottlieb Leon (1757–1830), österreichischer Schriftsteller und Bibliothekar
- Gustavo León (* 1950), uruguayischer Fußballspieler
- Gustav von Leon (1839–1898), österreichischer Kaufmann und Reichsratsabgeordneter

### H
- Hal W. Leon (eigentlich Helmut Werner), Autor von Horrorromanen
- Henry León (* 1983), ecuadorianischer Fußballspieler
- Herbert Leon (1850–1926), englischer Unternehmer und Politiker
- Hermano León (1871–1955), kubanischer Botaniker
- Hernando León (Juan Hernando León Perez; * 1933), chilenischer Künstler
- Hilde Léon (* 1953), deutsche Architektin
- Hugo de León (* 1958), uruguayischer Fußballspieler
- Hugo de Leon Guimarães da Silva (* 1990), brasilianischer Volleyballspieler

### I
- Ignacio de León (* 1977), uruguayischer Fußballspieler
- Inés Puyó León (1906–1996), chilenische Malerin, siehe Inés Puyó
- Iván León (* 1967), guatemaltekischer Fußballspieler

### J
- Jacob Judah Leon (genannt Templo; 1602–1675), jüdischer Gelehrter
- Jaime León (* 1961), mexikanischer Fußballspieler und -trainer
- Jaime León (Musiker) (1921–2015), kolumbianischer Komponist, Dirigent, Pianist, Lehrer und Administrator
- JoEllen Marie Sigua De Leon (* 1993), philippinisch-US-amerikanische Fußballspielerin
- Johann Leon (1530–1597), deutscher Pfarrer und Kirchenlieddichter
- Johann Barthlmä Leon (1802–1879), österreichischer Buchdrucker und Verlagsbuchhändler
- Jorge de León (* 1970), spanischer Opernsänger (Tenor)
- José Diaz de León (* 1983), deutsch-mexikanischer Jazzmusiker
- José María Quiñones de León (1873–1957), spanischer Diplomat
- José Reynaldo Bencosme de Leon (* 1992), italienischer Hürdenläufer dominikanischer Herkunft
- José Salvador Cavero León (1912–2006), peruanischer Geistlicher, Dramatiker und Dichter
- Juan de León (Fußballspieler) (* 1974), guatemaltekischer Fußballspieler
- Juan Velázquez de León († 1520), spanischer Konquistador
- Juan Francisco Alonso Pimentel y Ponce de León (1584–1652), spanischer Grande, Herzog von Benavente
- Julia León (* 1945), spanische Sängerin und Musikforscherin
- Julio César León (1925–2025), venezolanischer Radrennfahrer
- Julio César de León (* 1979), honduranischer Fußballspieler
- Julius Léon von Wernburg (1842–1927), österreichischer Textilindustrieller
- Justin Leon (* 1995), US-amerikanischer Basketballspieler

### K
- Kevin de León (* 1966), US-amerikanischer Politiker
- Khamis Leon Uso (* 1987), südsudanesischer Fußballspieler
- Kimberly García León (* 1993), peruanische Geherin

### L
- Léonie Léon (1838–1906), französische Geliebte Léon Gambettas
- Line Leon-Pernet (* 1961), Schweizer Diplomatin
- Loles León (* 1950), spanische Schauspielerin
- Lorenzo León Alvarado (1928–2020), peruanischer Ordensgeistlicher, Bischof von Huacho
- Lou Leon Guerrero (* 1950), US-amerikanische Politikerin
- Luis León (* 1968), peruanischer Radrennfahrer
- Luis de León (1527–1591), spanischer Poet, Humanist und Übersetzer
- Luis Fernando León (* 1993), ecuadorianischer Fußballspieler
- Luis Heber De León (* 1968), uruguayischer General

### M
- Maicol León (* 2003), chilenischer Fußballspieler
- Manuel León (* 1987), guatemaltekischer Fußballspieler
- Manuel León Hoyos (* 1989), mexikanischer Schachspieler
- Marco Léon (* 1962), kolumbianischer Radrennfahrer
- María León (* 1984), spanische Schauspielerin
- María de León Bello y Delgado (1643–1731), Visionärin und Dominikanerin
- María Pilar León (* 1995), spanische Fußballspielerin, siehe Mapi León
- Mariano José Parra León (1920–1989), venezolanischer römisch-katholischer Geistlicher, Bischof von Cumaná
- Marylise Léon (* 1976), französische Gewerkschafterin
- Mateo de la Mata Ponce de León († 1720), spanischer Jurist und Vizekönig von Peru
- Maurits Leon (1838–1865), niederländischer Historien- und Genremaler
- Miguel León-Portilla (1926–2019), mexikanischer Historiker, Anthropologe und Philosoph
- Mirian León (* 1986), salvadorianische Fußballschiedsrichterin
- Mischa Léon (1889–1926), dänischer Sänger
- Mosche de Leon (~1250–1305), spanischer Kabbalist
- Mutzi Leon (* 1944), israelischer Fußballspieler

### N
- Nicolás León (1859–1929), mexikanischer Mediziner und Ethnologe

### O
- Orlando de León († 2015), uruguayischer Fußballtrainer

### P
- Pablo Correa León (1918–1980), kolumbianischer römisch-katholischer Geistlicher, Bischof von Cúcuta
- Paco León (* 1974), spanischer Schauspieler, Regisseur, Drehbuchautor und Produzent
- Paul Léon (1893–1942), polnisch-französischer Soziologe und Sekretär von James Joyce
- Pedro León (* 1986), spanischer Fußballspieler
- Pedro Pablo León (1943–2020), peruanischer Fußballspieler
- Pedro de León (Bischof), Geistlicher, Bischof von Fossano
- Pedro de Cieza de León (um 1520–1554), spanischer Konquistador und Chronist
- Pedro Ponce de León (1516–1584), spanischer Geistlicher
- Pierre Léon (1914–1976), französischer Historiker
- Pilín León (* 1963), venezolanisches Model

### R
- Ramiro de León Carpio (1942–2002), guatemaltekischer Politiker, Präsident 1993 bis 1996
- Renato Ascencio León (1939–2022), mexikanischer Geistlicher, Bischof von Ciudad Juárez
- Ricardo de León (1923–2010), uruguayischer Fußballspieler und -trainer
- Rita Leon (1874–1909), deutsche Schauspielerin
- Roberto Lückert León (1939–2024), venezolanischer Geistlicher, Erzbischof von Coro
- Robin Leon (* 1997), deutsch-französischer Schlagersänger
- Rosa León (* 1951), spanische Sängerin und Politikerin
- Rose Agatha Leon (1913–1999), jamaikanische Unternehmerin und Politikerin
- Ruben Sanchez Leon (* 1973), mexikanischer Boxer
- Rufino León (* 1952), paraguayischer Fußballspieler

### S
- Sabastiani León (* 1992), mexikanisch-US-amerikanische Tennisspielerin
- Saura Lightfoot-Leon (* 1998), britisch-niederländische Filmschauspielerin
- Selvin De León (* 1980), belizisch-guatemaltekischer Fußballspieler
- Sergio León (* 1989), spanisch Fußballspieler
- Susana Fankhauser-Pérez de Léon (* 1947), schweizerisch-mexikanische Psychologin

### T
- Tania León (* 1943), kubanische Komponistin, Dirigentin und Musikpädagogin
- Teodoro González de León (1926–2016), mexikanischer Architekt
- Teodoro León Muñoz (* 1964), spanischer Geistlicher, Weihbischof in Sevilla
- Thomas Cooper de Leon (1839–1914), amerikanischer Journalist, Autor und Dramatiker
- Tomás León (1826–1893), mexikanischer Komponist und Pianist
- Tony Leon (* 1956), südafrikanischer Politiker

### V
- Valerie Leon (* 1943), britlische Schauspielerin
- Veronika Mitsopoulos-Leon (1936–2023), österreichische Klassische Archäologin
- Victor Léon (eigentlich Victor Hirschfeld; 1858–1940), österreichischer Librettist, Textdichter und Autor

### W
- Wilfredo León (* 1993), kubanisch-polnischer Volleyballspieler

### Y
- Yankiel León (* 1982), kubanischer Boxer
- Yerenis De León (* 1995), panamaische Fußballspielerin